# Isobata

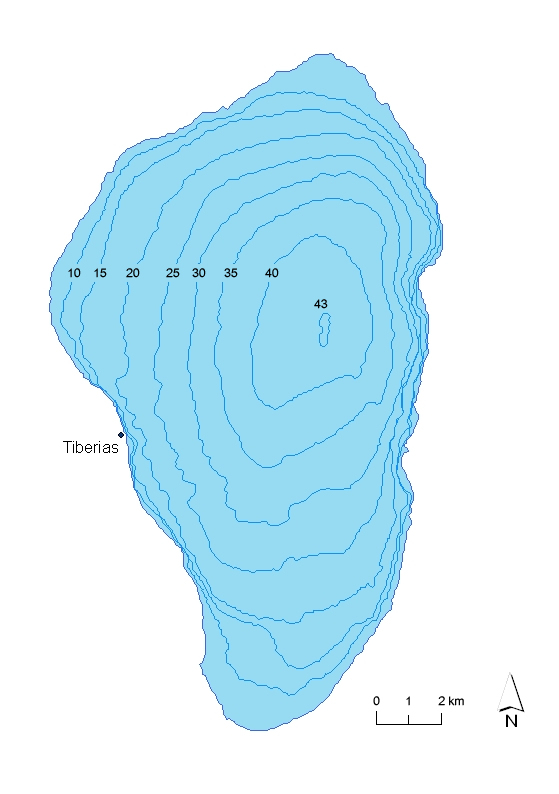
Carta batimetrica del mare di Galilea

Nella cartografia nautica, le linee batimetriche (o isòbate dal greco "a uguale profondità") sono rappresentate da sottili linee continue che uniscono i punti che hanno la stessa profondità. Quindi lungo una linea batimetrica la profondità è sempre uguale. Sono le curve di livello che si trovano sotto il livello del mare.

## Etimologia
Il termine deriva dall'unione delle parole greche ἴσος (iso-), uguale, e βάϑος (-bato), profondità.

## Storia
Le isobate furono utilizzate per la prima volta dal geografo olandese Nicholas Cruquius per rappresentare il fiume Merwede nel 1730. Nel 1809, in piena epoca napoleonica, venne cartografata la profondità del golfo della Spezia.

## Descrizione
Alle aree comprese tra le isobate vengono spesso associati colori della scala che va dal bianco all'azzurro al blu scuro, con una intensità che cresce con la profondità dell'area rappresentata. Come nel caso delle isoipse la pendenza del fondale è maggiore dove le linee sono più ravvicinate mentre diminuisce quando lo spazio tra esse aumenta.
Le isobate sono la base per la creazione di carte batimetriche, ovvero che rappresentano come varia la profondità di un corpo idrico. Una nota carta di questo genere è la General Bathymetric Chart of the Oceans, un progetto dell'Organizzazione idrografica internazionale e della Commissione oceanografica intergovernativa.

## Applicazioni
Le isobate servono a indicare le profondità di corpi d'acqua quali mari, oceani o laghi (naturali o artificiali).
Nella geometria dei galleggianti si definiscono isobate le carene ottenute, su uno stesso galleggiante, dai piani di galleggiamento appartenenti a una stella di piani.